# Disney Channel Games
Los Disney Channel Games fueron miniseries protagonizadas por las estrellas de Disney Channel de todo el mundo, en la que compiten entre sí en diferentes pruebas de destreza. Las estrellas se dividen en cuatro equipos: azul, verde, rojo y amarillo. El equipo ganador dona una cantidad importante de dinero para una organización benéfica.
Además, Disney Channel durante estos juegos, estrena nuevos capítulos de sus series de éxito. Se realizaban en el Disney's Wide World of Sports Complex en Walt Disney World, Orlando (Florida).

## Disney Channel Games 2006
| Temporada | Temporada | Episodios | Emisión original    | Emisión original     |
| Temporada | Temporada | Episodios | Comienzo            | Final                |
| --------- | --------- | --------- | ------------------- | -------------------- |
|           | 1         | 6         | 10 de junio de 2006 | 19 de agosto de 2006 |

La versión 2006 de los Juegos Disney fue el primer concurso realizado. Comenzaron el 10 de junio de 2006 en Canadá, posteriormente el 3 de noviembre se emitió en el Reino Unido, en Australia el 5 de enero de 2007, en América Latina en octubre 26 y para finalizar en Canadá el 19 de julio de 2007.
En esta edición había tres equipos: el equipo rojo, el azul y el verde. Sus presentadores fueron Brian Stepanek y Phill Lewis, actores de la serie The Suite Life of Zack & Cody.

### Presentaciones
Tanto las ceremonias de apertura y clausura no mostraron ningún concierto en los juegos, pero ambos tenían un evento adicional durante la ceremonia. Si bien la ceremonia de apertura de los Juegos de 2006 se estrenaron el 10 de junio de 2006, la ceremonia no sacó al aire un concierto, pero el 1.er evento tuvo lugar. La ceremonia de apertura se estrenó el 19 de junio de 2006 y se llevó a cabo el primer evento de los Disney Channel Games. La ceremonia de clausura se emitió el 19 de agosto de 2006, contó con los 10 mejores momentos favoritos de los Juegos. El equipo azul fue el ganador declarado de los juegos y fue galardonado con un trofeo, mientras que los otros equipos fueron premiados con medallas de segundo lugar y 3.er lugar.

### Participantes
Los jugadores más valiosos de la semana, elegidos por el público, fueron Vanessa Hudgens, Jason Earles, Zac Efron, Kay Panabaker, Miley Cyrus (elegida dos veces) y Kyle Massey.
| Concursante | Concursante                          | Equipo | Programa/Película                                          |
| ----------- | ------------------------------------ | ------ | ---------------------------------------------------------- |
|             | Brenda Song Capitana                 | Azul   | Wendy Wu: Homecoming Warrior/The Suite Life of Zack & Cody |
|             | Corbin Bleu "Enfriador"              | Azul   | High School Musical                                        |
|             | Monique Coleman "Disidente"          | Azul   | High School Musical                                        |
|             | Jason Earles "El hombre de hielo"    | Azul   | Hannah Montana                                             |
|             | Vanessa Hudgens "La rompe corazones" | Azul   | High School Musical                                        |
|             | Cole Sprouse "Conquistador"          | Azul   | The Suite Life of Zack & Cody                              |
|             | Ashley Tisdale Capitana              | Verde  | High School Musical/The Suite Life of Zack & Cody          |
|             | Miley Cyrus "Triple Amenaza"         | Verde  | Hannah Montana                                             |
|             | Lucas Grabeel "Jazz"                 | Verde  | High School Musical                                        |
|             | Kyle Massey "Canguelo"               | Verde  | That's So Raven/Life Is Ruff/Cory en la Casa Blanca        |
|             | Mitchel Musso "Músculo"              | Verde  | Hannah Montana                                             |
|             | Emily Osment "Eliminador"            | Verde  | Hannah Montana                                             |
|             | Zac Efron Capitán                    | Rojo   | High School Musical                                        |
|             | Moises Arias "Arma secreta"          | Rojo   | Hannah Montana                                             |
|             | Shin Koyamada "Rock"                 | Rojo   | Wendy Wu: Homecoming Warrior                               |
|             | Kay Panabaker "Más cerca"            | Rojo   | Read It and Weep                                           |
|             | Anneliese van der Pol "Derrotar"     | Rojo   | That's So Raven                                            |
|             | Dylan Sprouse "Dominador"            | Rojo   | The Suite Life of Zack & Cody                              |

### Competencias
| Semana | Evento                                        | Descripción | Emitido en Estados Unidos | Equipo ganador |
| ------ | --------------------------------------------- | --- | ------------------------- | -------------- |
| 1      | Ceremonia de apertura/Recorrido de obstáculos | Dos jugadores cabeza a cabeza en un inflable gigante recorriendo los obstáculos. | 10 de junio de 2006       | Equipo Rojo    |
| 2      | Piedra-Papel-Tijera Extremo                   | Jugadores compiten en el clásico juego Piedra-Papel-Tijera. | 24 de junio de 2006       | Equipo Azul    |
| 3      | Hámster Bowling                               | Jugadores corren adentro de una bola de hámster. | 1 de julio de 2006        | Equipo Verde   |
| 4      | El tanque de agua                             | Los jugadores de todos los equipos van en contra de los jugadores de los otros equipos y tratan de acertar con una pelota en el blanco para que el jugador contrario caiga al agua.                                                 | 8 de julio de 2006        | Equipo Rojo    |
| 5      | Sopa de letras/ y Lanzamiento de huevos       | Jugadores buscan en un cubo las letras faltantes. Los jugadores lanzan un huevo a su compañero de equipo y estos tratan de agarrarlo, y en cada ronda, los jugadores se mueven más lejos el uno del otro.                           | 15 de julio de 2006       | Equipo azul    |
| 6      | Carrera de alpinismo                          | | 29 de julio de 2006       | Equipo Verde   |
| 7      | Carrera Quiz Show                             | | 5 de agosto de 2006       | Equipo Azul    |
| 8      | Simon Says                                    | En este juego de Simón dice, Brian Stepanek es Simón y él controla lo que los jugadores de los equipos hacen. Jason Earles y Monique Coleman, ambos del equipo azul, son los últimos vencedores. Monique fue la ganadora del juego. | 12 de agosto de 2006      | Equipo Azul    |
| 9      | Ceremonia de clausura                         | | 19 de agosto de 2006      | Equipo Azul    |

## Disney Channel Games 2007
| Temporada | Temporada | Episodios | Emisión original    | Emisión original     |
| Temporada | Temporada | Episodios | Comienzo            | Final                |
| --------- | --------- | --------- | ------------------- | -------------------- |
|           | 2         | 10        | 15 de junio de 2007 | 25 de agosto de 2007 |

En 2007 se realizó la 2.ª edición de los Disney Channel Games y como novedad se incluyeron estrellas de Disney Channel de todo el mundo. Representando a España estaban Sergio Martín y Andrea Guasch, ambos actores de Cambio de Clase y representando a América Latina las estrellas de Zapping Zone tales como Roger Gonzalez y David, emitido en Televisión Española y en Disney Channel. Con esta ampliación de participantes se tuvo que crear un nuevo equipo, el equipo amarillo. Nuevamente, estos Disney Channel Games, fueron presentados por Brian Stepanek y Phill Lewis. Además, cada equipo jugó para una obra de caridad (incluyendo Boys & Girls Club, el UNICEF, Make-A-Wish Foundation y la Fundación Starlight Starbright Children).
La ceremonia de apertura de los Disney Channel Games 2007, se emitió en España el 2 de agosto de 2007 y la ceremonia de clausura el 25 de ese mismo mes. Ese día actuarón Corbin Bleu y Miley Cyrus. En Latinoamérica la ceremonia de apertura de estos Disney Channel Games se celebró el 4 de noviembre, y finalizó el 16 de noviembre. A esta edición se le dio el nombre de Disney Channel Games Segunda Edición porque los DC Games 2006 se retransmitieron hasta el 2007. Por ese motivo, los DC Games 2006 se llamaron DC Games 2007 y los de este mismo año como DC Games Segunda Edición.

### Presentaciones
La ceremonia de apertura de los Juegos 2007 se realizó el 15 de junio de 2007 con conciertos de Corbin Bleu y Hannah Montana. La ceremonia de clausura fue realizada el 25 de agosto de 2007 con conciertos de The Cheetah Girls, The Jonas Brothers, Miley Cyrus, como la realización de sí misma y además con la participación de la coronada reina de los juegos con su himno "Make Some Noise".
Lista de canciones "Ceremonia de Apertura":
- Corbin Bleu interpretó "Deal With It"
- Hannah Montana interpretó "Life's What You Make It"

Lista de canciones "Ceremonia de Clausura":
- The Cheetah Girls interpretaron "Strut"
- Jonas Brothers interpretaron "Kids of the Future"
- Miley Cyrus interpretó "G.N.O. (Girl's Night Out)"
- Hannah Montana interpretó "Make Some Noise" (Metalic Mafia Remix) como himno oficial de los DC Games de toda la historia. Además Miley Cyrus fue coronada la reina de los juegos.

Lista de Conciertos D*Concert:
- Hannah Montana interpretó "Nobody's Perfect"
- Corbin Bleu interpretó "Push It to the Limit"
- The Cheetah Girls interpretaron "So Bring It On"
- Jonas Brothers interpretaron "Hold On"

Presentaciones sin salir al aire:
- Miley Cyrus interpretó "See You Again"
- Corbin Bleu interpretó "She Could Be"
- The Cheetah Girls debutaron con "Girl Power"
- Jonas Brothers interpretaron "Year 3000"
- Hannah Montana interpretó "Pumpin' Up the Party"

### Equipos
Contó con los tres equipos anteriores, más uno nuevo. El equipo ganador fue el equipo verde y fue el más votado en la página oficial de Disney Channel y una donación de 25.000 dólares se hizo a El Boys and Girls Club of America. Los otros tres equipos también fueron premiados con $ 25,000 dólares, lo que resulta que en todos los equipos la donación fue la misma cantidad de dinero a la caridad. Vanessa Hudgens y Zac Efron estuvieron ausentes en esta edición de los Disney Channel Games.
| Concursante | Concursante           | Equipo   | Programa/Película                                          |
| ----------- | --------------------- | -------- | ---------------------------------------------------------- |
|             | Corbin Bleu Capitán   | Azul     | High School Musical 2                                      |
|             | Jake T. Austin        | Azul     | Wizards of Waverly Place                                   |
|             | Cole Sprouse          | Azul     | The Suite Life of Zack & Cody                              |
|             | Kiely Williams        | Azul     | The Cheetah Girls 2                                        |
|             | Maiara Walsh          | Azul     | Cory in the House                                          |
|             | Roger González        | Azul     | Zapping Zone                                               |
|             | Isabella Soric        | Azul     | Life Bites                                                 |
|             | Giulio Rubinelli      | Azul     | Disney Channel Italia                                      |
|             | Dylan Sprouse Capitán | Verde    | Zack y Cody: Gemelos en Acción                             |
|             | Miley Cyrus           | Verde    | Hannah Montana                                             |
|             | Monique Coleman       | Verde    | High School Musical                                        |
|             | Giulia Boverio        | Verde    |                                                            |
|             | Lucas Grabeel         | Verde    | High School Musical                                        |
|             | Bela Klentze          | Verde    |                                                            |
|             | Kouki Okada           | Verde    |                                                            |
|             | Pax Baldwin           | Verde    |                                                            |
|             | Brenda Song Capitana  | Rojo     | Wendy Wu: Homecoming Warrior/The Suite Life of Zack & Cody |
|             | Ashley Tisdale        | Rojo     | High School Musical/The Suite Life of Zack & Cody          |
|             | Sydney White          | Rojo     |                                                            |
|             | Mitchel Musso         | Rojo     | Hannah Montana                                             |
|             | Moises Arias          | Rojo     | Hannah Montana                                             |
|             | Jason Earles          | Rojo     | Hannah Montana                                             |
|             | François Civil        | Rojo     |                                                            |
|             | Sergio Martín         | Rojo     |                                                            |
|             | Adrienne Bailon       | Rojo     | The Cheetah Girls 2                                        |
|             | Kyle Massey Capitán   | Amarillo | That's So Raven/Cory en la Casa Blanca                     |
|             | Sabrina Bryan         | Amarillo | The Cheetah Girls 2                                        |
|             | Jason Dolley          | Amarillo | Cory en la Casa Blanca                                     |
|             | Emily Osment          | Amarillo | Hannah Montana                                             |
|             | Shin Koyamada         | Amarillo | Wendy Wu: Homecoming Warrior                               |
|             | Andrea Guasch         | Amarillo | Cambio de Clase                                            |
|             | Robson Nunes          | Amarillo |                                                            |
|             | Côme Levin            | Amarillo |                                                            |

### Competencias y eventos
- Ceremonia de apertura
- Piedra-Papel-Tijera Extremo
- Carrera de obstáculos
- Dance Dunk-Off
- Lanzamiento de huevos
- El tanque de agua
- Hámster Bowling
- Super Soccer
- Simón dice
- Ceremonia de clausura

## Disney Channel Games 2008
Se realizaron en la semana del 27 de abril al 2 de mayo. Miley Cyrus, no estuvo allí porque estaba grabando la película de su serie Hannah Montana, aunque sí estuvo en la ceremonia de clausura cantando Breakout y Fly on the Wall de su álbum Breakout. Ella fue la que entregó el trofeo al equipo ganador.
En esta edición los equipos cambiaron de nombres como: Infernales (Rojo); Ciclones (Verde); Cometas (Amarillo) y Relámpagos o Rayos en Hispanoamérica (Azul).
Tampoco estuvieron los chicos de High School Musical, ya que se encontraban en Utah, Estados Unidos rodando High School Musical 3.
Maiara Walsh y Emily Osment tampoco estuvieron en los DC Games y se desconoce la razón.
Los resultados fueron:
- Primer lugar: Infernales (Rojo) con 75 puntos.
- Segundo lugar: Cometas (Amarillo) con 70 puntos.
- Tercer lugar: Ciclones (Verde) y Relámpagos (Azul), ambos con 55 puntos.

### Presentaciones
1. Demi Lovato
1. "That's How You Know"
2. "Get Back"
3. "This is Me" (con Jonas Brothers)

2. The Cheetah Girls
1. "Dance Me If You Can
2. "One World"
3. "Cheetah Love"

3. Jordan Pruitt
1. "My Shoes"
2. "One Love"

4. Jonas Brothers
1. "Burnin' Up"
2. "SOS"

5. Miley Cyrus
1. "Breakout"
2. "Fly On the Wall"
3. "See You Again"

### Equipos
| Participante              | País           | Serie / Película                                          | Puesto             | Equipo     |
| ------------------------- | -------------- | --------------------------------------------------------- | ------------------ | ---------- |
| Brenda Song               | Estados Unidos | The Suite Life of Zack & Cody                             | Capitana           | Inferno    |
| Nick Jonas                | Estados Unidos | Camp Rock                                                 | Miembro del Equipo | Inferno    |
| Mitchel Musso             | Estados Unidos | Hannah Montana/Phineas y Ferb                             | Miembro del Equipo | Inferno    |
| Deniz Akdeniz             | Australia      | As the Bell Rings (Austalia)                              | Miembro del Equipo | inferno    |
| Jake T. Austin            | Estados Unidos | Wizards of Waverly Place/''Johnny Kapahala: Back on Board | Miembro del Equipo | Inferno    |
| Adrienne Bailon           | Estados Unidos | The Cheetah Girls: Un mundo                               | Miembro del Equipo | Inferno    |
| Jason Earles              | Estados Unidos | Hannah Montana                                            | Miembro del Equipo | Inferno    |
| Rafael Baronesi           | Brasil         | Zapping Zone                                              | Miembro del Equipo | Inferno    |
| Jasmine Richards          | Canadá         | Camp Rock                                                 | Miembro del Equipo | Inferno    |
| Anna Maria Pérez de Tagle | Estados Unidos | Camp Rock                                                 | Miembro del Equipo | Inferno    |
| Kevin Jonas               | Estados Unidos | Camp Rock                                                 | Capitán            | Cometas    |
| Kyle Massey               | Estados Unidos | Cory en la Casa Blanca                                    | Miembro del Equipo | Cometas    |
| Selena Gomez              | Estados Unidos | Wizards of Waverly Place                                  | Miembro del Equipo | Cometas    |
| Andrea Guasch             | España         | Cambio de clase                                           | Miembro del Equipo | Cometas    |
| Sabrina Bryan             | Estados Unidos | The Cheetah Girls: Un mundo                               | Miembro del Equipo | Cometas    |
| Kunal Sharma              | India          | The Cheetah Girls: Un mundo                               | Miembro del Equipo | Cometas    |
| Yi-Chun Chou              | Taiwán         | Conductora de Disney Channel                              | Miembro del Equipo | Cometas    |
| Moises Arias              | Estados Unidos | Hannah Montana                                            | Miembro del Equipo | Cometas    |
| Martin Barlan             | Francia        | Life Bites                                                | Miembro del Equipo | Cometas    |
| David Henrie              | Estados Unidos | Wizards of Waverly Place                                  | Capitán            | Ciclones   |
| Joe Jonas                 | Estados Unidos | Jonas/Camp Rock 2                                         | Miembro del Equipo | Ciclones   |
| María Clara Alonso        | Argentina      | Zapping Zone                                              | Miembro del Equipo | Ciclones   |
| Jason Dolley              | Estados Unidos | Cory en la Casa Blanca                                    | Miembro del Equipo | Ciclones   |
| Ambra Lo Faro             | Italia         | Quelli dell' Intervallo                                   | Miembro del Equipo | Ciclones   |
| Brad Kavanagh             | Reino Unido    | As The Bell Rings/House of Anubis                         | Miembro del Equipo | Ciclones   |
| Jennifer Stone            | Estados Unidos | Wizards of Waverly Place                                  | Miembro del Equipo | Ciclones   |
| Dylan Sprouse             | Estados Unidos | The Suite Life on Deck                                    | Miembro del Equipo | Ciclones   |
| Chelsea Staub             | Estados Unidos | Jonas                                                     | Miembro del Equipo | Ciclones   |
| Kiely Williams            | Estados Unidos | The Cheetah Girls: Un mundo                               | Capitana           | Relámpagos |
| Demi Lovato               | Estados Unidos | Camp Rock 2/Sunny Entre Estrellas                         | Miembro del Equipo | Relámpagos |
| Alyson Stoner             | Estados Unidos | Camp Rock 2/Phineas y Ferb                                | Miembro del Equipo | Relámpagos |
| Cole Sprouse              | Estados Unidos | The Suite Life on Deck                                    | Miembro del Equipo | Relámpagos |
| Isabella Soric            | Alemania       | Kurze Pause                                               | Miembro del Equipo | Relámpagos |
| Shin Koyamada             | Japón          | Disney Channel                                            | Miembro del Equipo | Relámpagos |
| Roshon Fegan              | Estados Unidos | Camp Rock 2                                               | Miembro del Equipo | Relámpagos |
| Roger González            | México         | Zapping Zone                                              | Miembro del Equipo | Relámpagos |
| Farez Bin Juraimi         | Singapur       | Disney Channel Asia                                       | Miembro del Equipo | Relámpagos |

### Competencias
- Carruaje de campeones
- Equipo en línea
- Carita de bebé
- Football de gigantes
- Fuerza cuádruple

## Disney's Friends for Change Games
Se anunció que los "Disney's Friends for Change Games" sustituirá a los Disney Channel Games en 2011. Más de 30 participantes de Disney Channel, Disney XD y en todo el mundo compitieron. Tiffany Thornton y Jason Earles fueron los anfitriones y el equipo rojo fue el ganador.